# Raphael Pallitsch
Raphael Pallitsch (* 18. Dezember 1989 in Eisenstadt) ist ein österreichischer Mittelstreckenläufer, der sich auf die 800 Meter und 1500 Meter spezialisiert hat. Sein bisher größter Erfolg war der 6. Platz bei den Europameisterschaften 2024 in Rom.

## Sportliche Laufbahn
Raphael Pallitsch begann seine Karriere beim Laufteam Burgenland Eisenstadt (ehemals Team Peeroton Eisenstadt) 1999 unter Anleitung seiner Jugendtrainer Rolf Meixner und Peter Böhm. Später wurde er vorübergehend durch Ilja Popov betreut. 2002 errang er in Enns seinen ersten österreichischen Meistertitel in der U14-Klasse. 2004 gewann er in Cleveland bei den International Children’s Games den 1500-Meter-Lauf in 4:11,79 min. 2005 nahm er am EYOF in Lignano über 1500 Meter teil, 2006 gewann er bei den Alpe-Adria-Spielen in Kaposvar den 1. Platz über 800 Meter und den 2. Platz über 1500 Meter. 2007 qualifizierte sich Pallitsch für die Junioreneuropameisterschaften in Hengelo über 1500 Meter.
Sein erstes Karrierehoch erlebte Pallitsch 2011, als er sich für die Halleneuropameisterschaften in Paris über 800 Meter qualifizierte. Im Vorfeld erlitt er eine Fraktur im rechten Großzehengrundgelenk, welche nicht wieder verheilte und später das Ende seiner aktiven Zeit als Sportler besiegelte. Dennoch qualifizierte sich Pallitsch 2012 für die Hallenweltmeisterschaften und die Europameisterschaften. Bei den Hallenweltmeisterschaften konnte er das Semifinale erreichen, wo er den 14. Endrang belegte. Die Norm für die Olympischen Spiele in London verpasste er um 0,37 Sekunden. Seine Bestzeit über die 800-Meter-Distanz steht seit dieser Zeit bei 1:46,67 min. 2015 beendete Pallitsch seine aktive Karriere nach mehreren erfolglosen Therapieversuchen.
Seit 2020 hat Pallitsch seine Karriere wieder aufgenommen. Er gewann die Hallen-Staatsmeisterschaften 2021 im 800-Meter-Lauf und die Staatsmeisterschaften 2022 über 800 und 1500 Meter. Er steigerte seine Bestzeit über die 1500 Meter auf 3:40,49 min. Am 25. Jänner 2023 gelang ihm in Valencia mit 3:40,56 min eine Hallenbestzeit, welche zu diesem Zeitpunkt sogar eine Weltjahresbestzeit war.
Am 30. Jänner 2024 stellte Pallitsch mit einer Zeit von 3:37,36 min einen neuen österreichischen Hallenrekord über die 1500 Meter auf. Wenige Monate später verbesserte er auch den Freiluft-Rekord auf 3:33,59 min. Im Juni 2024 trat er zu den Freilufteuropameisterschaften in Rom an, wo er sich für das Finale qualifizierte und mit einer Zeit von 3:33,60 min Sechster wurde.
Am 8. Februar 2025 verbesserte Pallitsch in Metz seinen eigenen Hallenrekord über die 1500 Meter auf 3:36,45 min. Bei den Halleneuropameisterschaften in Apeldoorn verpasste er als 13. knapp das Finale der Top 9. Zwei Wochen später zog er bei den Hallenweltmeisterschaften in Nanjing über die 1500 Meter ins Finale ein, wo er nach 3:41,01 min den 7. Rang belegte.
Pallitsch startet für die SVS-Leichtathletik und ist dort ebenfalls als Trainer tätig.

## Ausbildung
Pallitsch studierte Bewegung und Sport und katholische Religion mit dem Abschluss Mag. rer. nat. Im Zuge des Studiums erwarb er die Zusatzqualifikation für Ethik.

## Erfolge
in der U18:
- 2 × 1000 m Österreichischer Meister (2006 und 2005)
- 1 × 1000 m Österreichischer Hallenmeister (2006)
- 1 × 3000 m Österreichischer Hallenmeister (2006)
- 1 × Crosslauf – österreichischer Meister (2005)

in der U20:
- Teilnahme am European Youth Olympic Festival über 1500 m (2005)
- Teilnahme an den Junioreneuropameisterschaften über 1500 m (2007)
- 1 × 800 m österreichischer Meister (2007)

in der U23:*
1 × 800 m – österreichischer Meister
in der Allgemeinen Klasse:
- Teilnahme an den Hallenweltmeisterschaften 2025 über 1500 m (Platz 7)
- Teilnahme an den Halleneuropameisterschaften 2025 über 1500 m (Platz 13)
- Teilnahme an den Europameisterschaften 2024 über 1500 m (Platz 6)
- Teilnahme an den Hallenweltmeisterschaften 2012 in Istanbul und Einzug ins Semifinale über 800 m (Endklassement, Platz 14)
- Teilnahme an den Europameisterschaften 2012 über 800 m
- Teilnahme an den Halleneuropameisterschaften 2011 über 800 m
- 2-mal 3 × 1000 m Staffel Ö. Staatsmeister (2006 und 2008)
- 1 × 800 m Ö. Hallenstaatsmeister (2012)
- 1 × 800 m Ö. Staatsmeister (2012)

Burgenländischer Leichtathlet des Jahres: 2011 und 2012

## Persönliche Bestleistungen
- 600 m: 1:17,24 min – 6. Mai 2012, Pliezhausen (GER)
- 800 m: 1:46,67 min – 6. Juli 2012, Bottrop (GER)
- 1000 m: 2:26,70 min – 16. Juni 2022, Graz (AUT)
- 1500 m: 3:33,59 min – 28. Mai 2024, Ostrava (CZE) österreichischer Rekord
- 1500 m (Halle): 3:36,34 min – 8. Februar 2025, Metz (FRA) österreichischer Rekord
- 1 Meile (Halle): 3:57,22 min – 2. Februar 2023, Ostrava (CZE)